# Ulla Thunman
Ulla-Britta Elisabet Thunman, född 4 februari 1931 i Vaksala, Uppsala län, död där 3 maj 2017, var en svensk målare, tecknare och teckningslärare.
Hon var dotter till godsägaren Kurt Henrik Karlsson Thunman och Signe Margit Louisa Dunér. Thunman utbildade sig först till textilformgivare och studerade modeteckning, tillskärning och sömnad innan hon övergick till bildkonsten. Hon studerade målning och teckning för Bror Hjorth 1957 och Stig Bergström 1959–1960. Hon var knuten som lärare i teckning vid Arbetarnas bildningsförbund och Medborgarskolan och anställdes 1960 som lärare i fackteckning och stilhistoria vid Centrala verkstadsskolan i Uppsala. Separat ställde hon ut på Norrhällby gård i Uppland 1966 och hon medverkade i Expressens höstsalong i Cityhallen i Stockholm 1959 samt Liljevalchs Stockholmssalonger. Hennes konst består av stilleben, figurmotiv och ett spontanistiskt måleri.

### Fotnoter
1. ↑  Födelsebok Vaksala (SCB) 1931 Riksarkivet
2. ↑  Ulla-Britta Thunman Dödsannons Fonus minnessidor